# Musikjahr 1613
Liste der Musikjahre

◄◄ | ◄ | 1609 | 1610 | 1611 | 1612 | Musikjahr 1613 | 1614 | 1615 | 1616 | 1617 | ► | ►►

Weitere Ereignisse
Dieser Artikel behandelt das Musikjahr 1613.

## Ereignisse

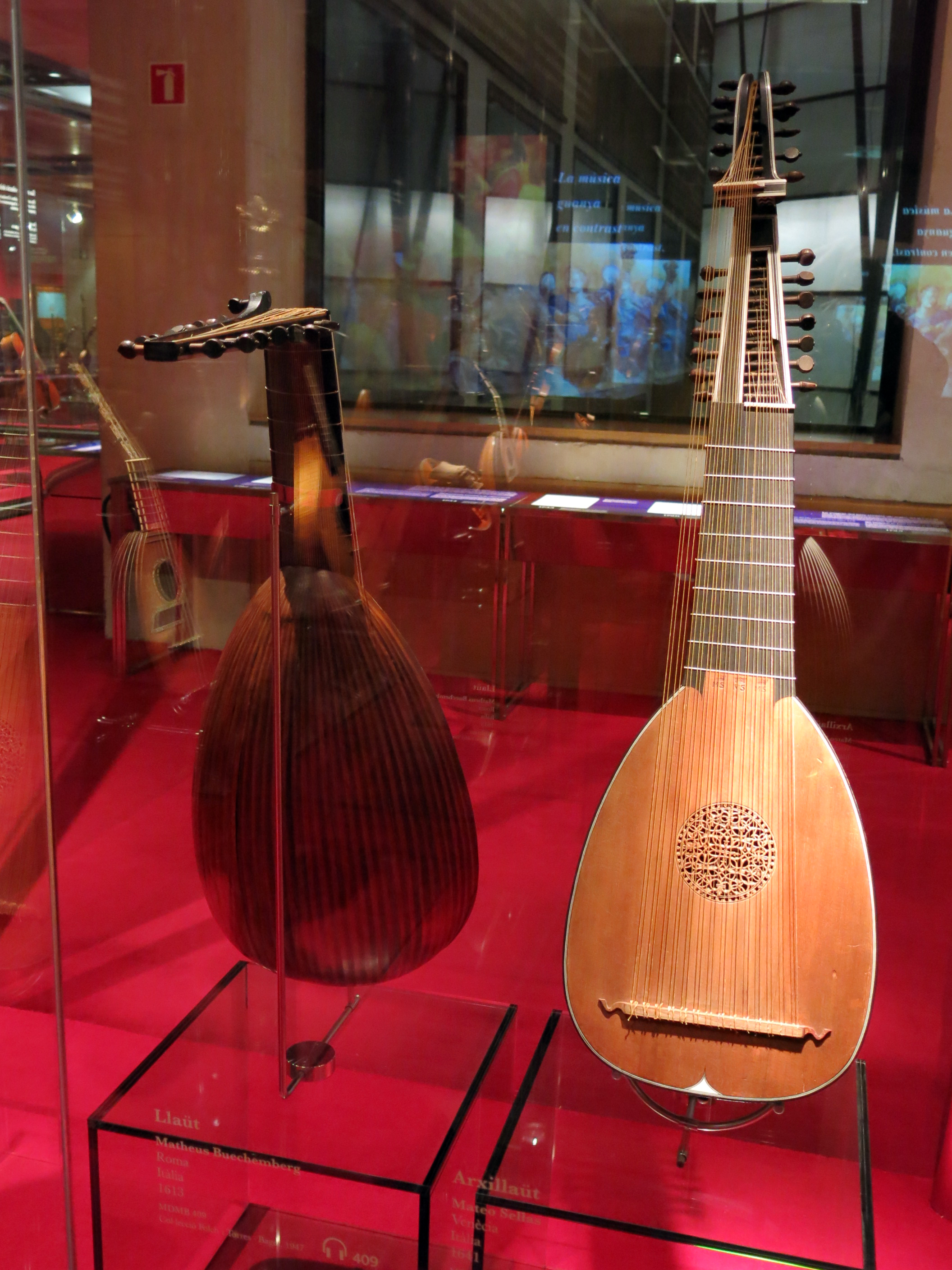
Laute von Matthäus Bückenberg, Rom 1613 und Erzlaute von Matteo Sellas, Venedig 1641 (heute im Museu de la Música de Barcelona)

- 15. Februar: Die Masque The Memorable Masque of the Middle Temple and Lincoln's Inn, geschrieben von George Chapman und gestaltet von Inigo Jones, wird im Whitehall Palace aufgeführt. Die Masque enthält Musik von Robert Johnson.
- 20. Februar: Francis Beaumonts Masque The Masque of the Inner Temple and Gray’s Inn wird im Whitehall Palace aufgeführt. Das Werk enthält Musik von John Coprario.
- 26. Dezember: Die Masque The Masque of Flowers von Thomas Campion und John Coprario wird anlässlich der Hochzeit von Robert Carr, 1. Earl of Somerset und Frances Howard im Whitehall Palace aufgeführt.
- Giovanni Francesco Anerio ist von 1613 bis 1620 Kapellmeister an der Kirche Santa Maria dei Monti in Rom.
- William Brade wirkt in der Zeit von 1608 bis 1610 sowie von 1613 bis 1615 in der Hamburger Ratskapelle.
- John Bull flieht im Jahr 1613, auf dem Höhepunkt seiner englischen Musikerlaufbahn, überraschend nach Brüssel an den Hof Erzherzog Albrechts und seiner Frau Isabella Clara Eugenia. Bull selber behauptet, er werde in England wegen seines katholischen Glaubens verfolgt; England wiederum bezichtigte Bull der öffentlichen Beleidigung eines Geistlichen, des Ehebruchs und anderer Verbrechen.
- Juan Bautista Comes erhält 1613 die Stelle des Kapellmeister an der Kathedrale Real Colegio Seminario del Corpus Christi in Valencia.
- Bartholomäus Gesius komponiert 1613 seine sechsstimmig lateinische Matthäuspassion. Im gleichen Jahr stirbt er an der Pest.
- Orlando Gibbons besucht 1613 Jan Pieterszoon Sweelinck. Seine Komponierweise ist nachhaltig von ihm beeinflusst.
- Claudio Monteverdi wird nach dem Tod von Giulio Cesare Martinengo (1564/1568 –1613) einstimmig zum Kapellmeister des Markusdoms in Venedig ernannt, einem der bedeutendsten musikalischen Ämter der damaligen Zeit.
- Michael Praetorius wird – nach dem Tod von Herzog Heinrich Julius im Fürstentum Braunschweig-Wolfenbüttel im Jahre 1613 – an den Kurfürstlichen Hof von Johann Georg I. in Dresden beurlaubt.
- Rogier Michael, der seit 1612 bei vollem Jahresgehalt von 300 Gulden vom Kapellmeisterdienst weitgehend entbunden wurde, wird 1613 von Michael Praetorius vertreten.
- Lambert de Sayve nimmt 1613 mit seinem Dienstherrn, Kaiser Matthias, am Reichstag in Regensburg teil. Anschließend ist der Hofstaat am 25. Oktober 1613 auf dem Wasserweg über die Donau nach Linz aufgebrochen. Während dieser Reise sind Geldzuwendungen an Lambert de Sayve seitens des Augsburger Domkapitels für seine Sacrae symphoniae von 1612 und seitens der Linzer Abgeordneten des Reichstags belegt.
- Heinrich Schütz kehrt 1613, nachdem sein Lehrer Giovanni Gabrieli 1612 verstorben war, in seine Wahlheimat Hessen-Kassel zurück. Er erhält dort im Alter von 28 Jahren, trotz seiner avantgardistischen Venezianischen Schule und Berufserfahrung nur die Stelle des zweiten Organisten.

## Instrumental- und Vokalmusik (Auswahl)

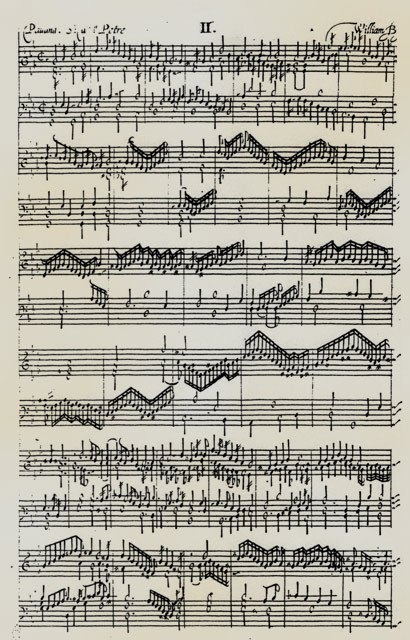
William Byrd, Pavana Sir William Petre, in: Parthenia, London 1613

- Agostino Agazzari – Dialogici concentus..., op. 16, Venedig: Ricciardo Amadino
- Gregor Aichinger – Zwey Klaglieder vom Tod und letzten Gericht, Dillingen: Gregor Hänlin
- Giovanni Francesco Anerio
  - drittes Buch der Motetten, Rom: Giovanni Battista Robletti
  - Antiphone, Rom: Giovanni Battista Robletti
  - erstes Buch der Sacri concentus, Rom: Giovanni Battista Robletti
- Adriano Banchieri
  - Salmi festivi intieri, coristi, allegri, et moderni, op. 33, Venedig: Ricciardo Amadino (Sammlung von Psalmen zu vier Stimmen)
  - drittes Buch der nuovi pensieri ecclesiastici, op. 35, Bologna: Giovanni Rossi (Sammlung von Vespern zu ein und zwei Stimmen, Cembalo, Theorbe, Erzlaute und Orgel)
  - Duo in contrapunto sopra ut, re, mi, fa, sol, la, utile a gli figliuoli, & principianti, che desiderano praticare le note cantabili, con le reali mutationi semplicemente, & con il maestro, Venedig: Giacomo Vincenti (Sammlung musikalischer Übungen für angehende Sänger)
  - Duo spartiti al contrapunto in corrispondenza tra gli dodeci modi & otto toni..., Venedig: Giacomo Vincenti (Sammlung musikalischer Übungen für Instrumentalisten)
  - Canoni musicali zu vier Stimmen, Venedig: Giacomo Vincenti
- Lodovico Bellanda – Sacre laudi für Solostimme mit Orgel, Theorbe oder ähnlichem Instrument, Venedig: Bartolomeo Magni
- Giulio Belli – Concerti ecclesiastici zu zwei und drei Stimmen, Venedig: Bartolomeo Magni
- Severo Bonini – Lamento d'Arianna im Rezitativstil, Venedig: Bartolomeo Magni für Gardano
- Antonio Brunelli – Arie, scherzi, canzonette, madrigali zu einer, zwei und drei Stimmen, op. 9, Venedig: Giacomo Vincenti
- John Bull – God the father, God the son (aufgeführt bei der Hochzeit von Elisabeth Stuart und Kurfürst Friedrich V.)
- William Byrd, Pavana Sir William Petre, in: Parthenia, London
- Giulio Caccini – Fuggilotio musicale, op. 2, Venedig: Giacomo Vincenti (Sammlung von Madrigalen, Sonetten, Arien, Kanzonen und Scherzi für eine und zwei Stimmen mit Erzlaute, Cembalo oder anderem Instrument)
- Manuel Cardoso – Cantica Beatae Mariae Virgins zu vier und fünf Stimmen, Lissabon: Pedro Craesbeck
- Antonio Cifra
  - erstes Buch der Li diversi scherzi zu einer, zwei und drei Stimmen, op. 12, Rom: Giovanni Battista Robletti
  - sechstes Buch der Motetten zu zwei, drei und vier Stimmen, op. 13, Rom: Giovanni Battista Robletti
  - zweites Buch der Li diversi scherzi zu einer, zwei und drei Stimmen, op. 14, Rom: Giovanni Battista Robletti
  - Litaniae Deiparae Virginis zu acht und zwölf Stimmen, op. 15, Rom: Giovanni Battista Robletti
- John Cooper – Songs of Mourning: Bewailing the Untimely Death of Prince Henry
- John Coprario – Songs of Mourning: Bewailing the Untimely Death of Prince Henry zu einer Stimmen mit Laute oder Viola, London: John Browne (Texte von Thomas Campion zum Gedenken an den Tod von Henry Frederick Stuart, Prince of Wales, am 6. November)
- Christoph Demantius – Fasciculus chorodiarum zu fünf Stimmen und Instrumenten, Nürnberg: Balthasar Scherff für David Kauffmann (Sammlung von deutschen und polnischen Tänzen)
- Noé Faignient – 1 Chanson, in: Livre septieme des chansons vulgaires, Antwerpen
- Giacomo Finetti
  - drittes Buch der cantiones zu zwei Stimmen mit Basso continui, Venedig: Bartolomeo Magni
  - viertes Buch der sacrae cantiones zu drei Stimmen mit Basso continuo, Venedig: Bartolomeo Magni für Gardano (enthält auch Litaneien der seligen Jungfrau Maria für vier Stimmen ohne Orgel)
- Melchior Franck
  - Viridarium musicum zu fünf, sechs, sieben, acht, neun und zehn Stimmen, Nürnberg: Georg Fuhrmann (Sammlung von Motetten)
  - Concentus musicales zu sechs und acht Stimmen, Coburg: Justus Hauck (Sammlung von Hochzeitsliedern)
  - Ferculum Quodlibeticum zu vier Stimmen, Coburg: Justus Hauck (Sammlung von Quodlibets)
- Pierre Guédron – zweites Buch der airs de cours zu vier und fünf Stimmen, Paris: Pierre Ballard
- Nicholas Lanier – Masque... at the Marriage of... The Earl of Somerset
- Luzzasco Luzzaschi – Seconda scelta delli madrigale a5 (posthum veröffentlicht)
- Giovanni de Macque – Il sesto libro de madrigali a cinque voci, Venedig: Bartolomeo Magni
- Pomponio Nenna – Erstes Buch der Madrigale zu vier Stimmen, Neapel: Giovanni Battista Gargano & Lucretio Nucci
- Pietro Pace
  - erstes Buch der Motetten zu einer bis vier Stimmen, op. 5, Venedig: Giacomo Vincenti
  - erstes Buch der Madrigale für Sologesang, Venedig: Giacomo Vincenti
- Serafino Patta – zweites Buch der geistlichen Lieder, Venedig: Giacomo Vincenti
- Peter Philips
  - Cantiones sacrae, octonis vocibus, Antwerpen: Pierre Phalèse
  - Gemmulae sacrae Binis et Ternis Vocibus cum Basso Continuo Organum, Antwerpen: Pierre Phalèse
- Francis Pilkington – The first set of madrigals and pastorals of 3. 4. and 5. parts, London: William Barley für M. Lownes, J. Browne und Thomas Snodham
- Salamone Rossi – eine Sammlung von sinfonie and gagliarde
- Melchior Vulpius – Das Leiden und Sterben Unsers Herrn Erlösers Jesu Christi auß dem heiligen Evangelisten Matthäo
- John Ward – The First Set of English Madrigals To 3. 4. 5. and 6. parts apt both for Viols and Voyces (seinem Dienstherren Sir Henry Fanshawe gewidmet)

## Musiktheater
- Giordano Giacobbi – Proserpina rapita, Bologna[1]

## Musiktheoretische Schriften
- Giulio Caccini – Fuggilotio Musicale, Venedig
- Pietro Cerones – Melopeo y maestro

## Geboren

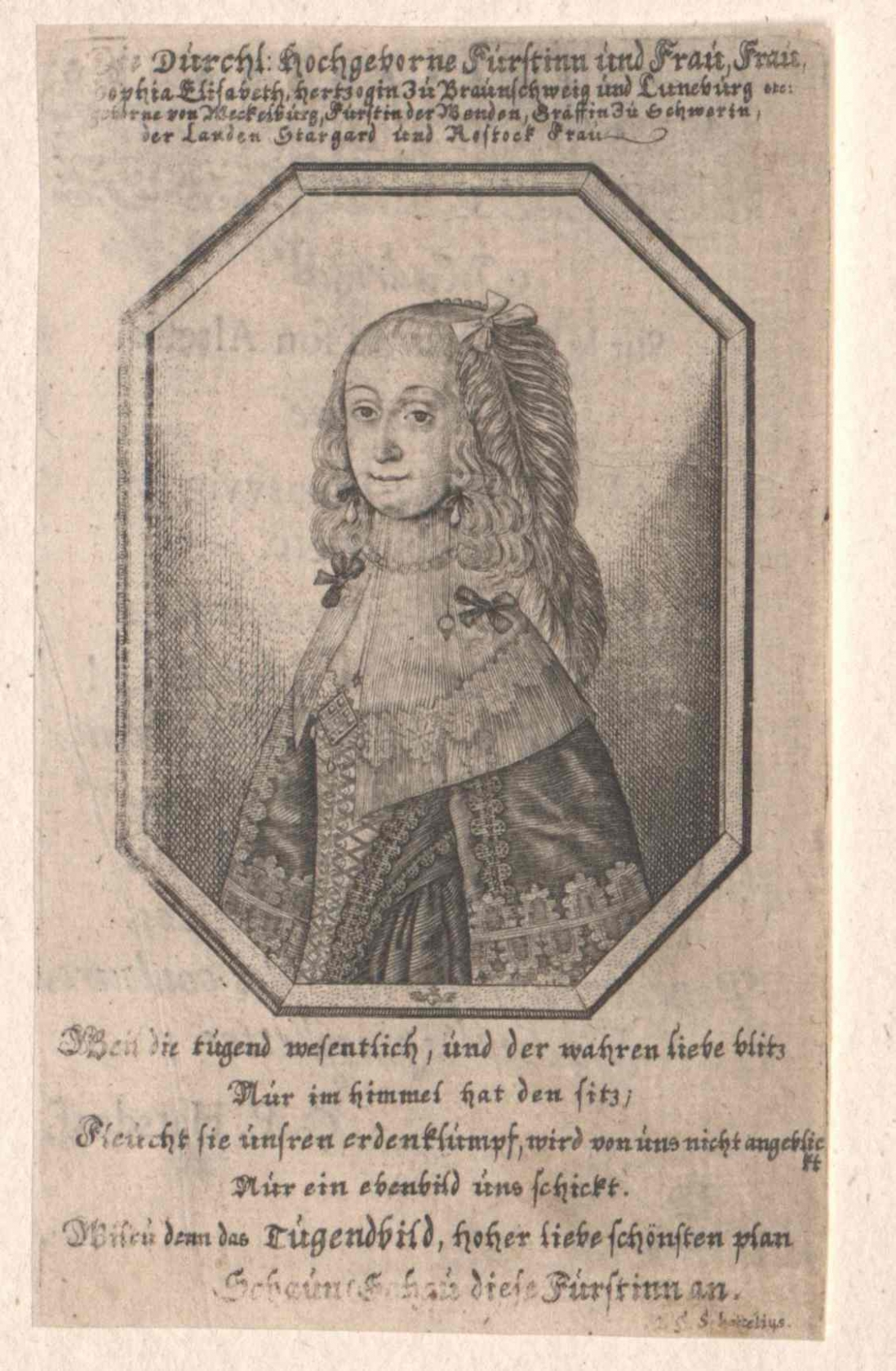
Sophie Elisabeth zu Mecklenburg; * 20. August

- 26. Januar: Johann Jakob Wolleb der Ältere, Schweizer Organist, Theologe und Komponist († 1667)
- 29. April: Christoph Bach, deutscher Musikant, Großvater von Johann Sebastian Bach († 1661)
- 22. Juni: Lambert Pietkin, belgischer Komponist und Organist († 1696)
- 20. August: Sophie Elisabeth zu Mecklenburg, Herzogin zu Mecklenburg, Komponistin und Literaturschaffende († 1676)

## Gestorben

### Todesdatum gesichert
- 23. März: Jerónimo de Ayanz y Beaumont, spanischer Erfinder, Ingenieur, Offizier, Verwaltungsbeamter und Komponist (* 1553)
- 05. Mai: Johann Steuerlein, deutscher Kirchenlieddichter und Komponist (* 1546)

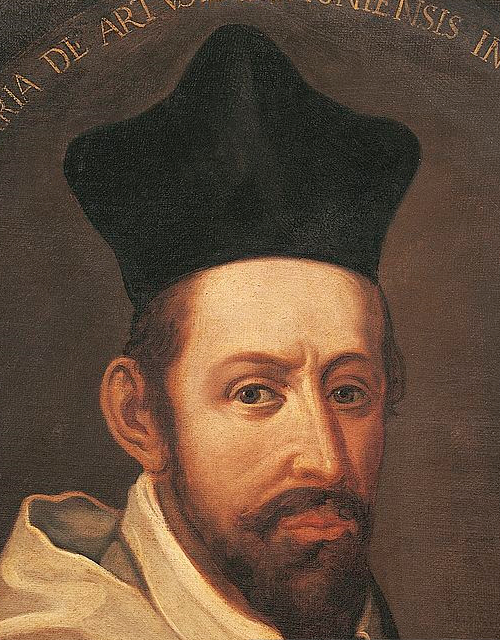
Giovanni Artusi; † 18. August

- 18. August: Giovanni Maria Artusi, italienischer Musiktheoretiker, Komponist und Schriftsteller (* um 1540)
- 10. Juli: Giulio Cesare Martinengo, italienischer Komponist und Lehrer (* um 1564)
- 26. Juli: Franz Algermann, deutscher Kantor, Landfiskal, Notar und Schriftsteller (* 1548)
- 00. August: Bartholomäus Gesius, deutscher Kantor und Komponist (* 1562)
- 08. September: Carlo Gesualdo, italienischer Fürst und Komponist (* 1566)
- 02. Oktober (bestattet): Hans Heyden, deutscher Musikinstrumentenbauer und Organist (* 1536)
- 14. November: Johann Mühlmann, deutscher evangelischer Kirchenlieddichter (* 1573)

### Genaues Todesdatum unbekannt
- August Nörmiger, deutscher Komponist (* um 1560)